# Eileen Wilson Powell
Eileen Wilson Powell (19 de abril de 1894 – 12 de septiembre de 1942), nacida Julia Mary Tierney, fue una actriz estadounidense.

## Primeros años
Julia Mary Tierney nació en la ciudad de Nueva York, la hija de Thomas P. Tierney y Mary L. Hyde Tierney.

## Carrera
Wilson apareció en Broadway y espéctaculos de gira, incluyendo Within the Law (1913), A King of Nowhere (1916), The Love Drive (1917), In for the Night (1917), No More Blondes (1920), The Lady of the Lamp (1920), East is West (1922), Partners Again (1922), The Night Duel (1926), The Little Spitfire (1926-1927), Burlesque (1927–1928), y Peter Flies High (1931).

## Vida personal
Wilson estuvo casada con el actor William Powell. Tuvieron un hijo, William David Powell, que se convirtió en escritor y productor de televisión. Los Powells se separaron poco después del nacimiento de su hijo en 1925, y finalmente se divorciaron en 1930. Murió en la ciudad de Nueva York en 1942, a los 48 años, después de una corta enfermedad.